# Боєрень
Боєрень, Боєрені (рум. Boiereni) — село у повіті Марамуреш в Румунії. Адміністративно підпорядковане місту Тиргу-Лепуш.
Село розташоване на відстані 368 км на північний захід від Бухареста, 40 км на південний схід від Бая-Маре, 72 км на північ від Клуж-Напоки.

## Населення
За даними перепису населення 2002 року у селі проживали 452 особи, усі — румуни. Усі жителі села рідною мовою назвали румунську.